# Figaro boardmani
Figaro boardmani — акула з роду Figaro родини Котячі акули. Інша назва «австралійська пилкохвоста акула».

## Опис
Загальна довжина досягає 61 см. Голова помірної довжини, морда становить 7 % довжини усього тіла акули. Очі середнього розміру, овальні, горизонтальної форми, з мигальними перетинками. Зіниці щілиноподібні. За очима розташовані невеличкі бризкальця. Губні борозни тягнуться далеко від кутів рота. Рот великий, довгий, широко зігнутий. Зуби дрібні, з багатьма верхівками, з яких центральна є високою. У неї 5 пар коротких зябрових щілин. Тулуб стрункий. Грудні плавці великі, широкі. Має 2 спинних плавця майже однакового розміру. Передній спинний плавець розташовано позаду черевних плавців, задній — позаду анального. Черевні плавці маленькі та низенькі. Відстань між грудними та черевними плавцями дорівнює відстанню між анальним і черевними плавцями. Хвостовий плавець тонкий, гетероцеркальний з подвійним гребенем.
Забарвлення спини сіро-коричневе. Черево дещо світліше. Уздовж спини та боків розташовані 12-14 темно-коричневих сідлоподібних плям різної ширини. Ротова порожнина білувата.

## Спосіб життя
Тримається на глибинах від 80 до 820 м, на зовнішньому континентальному шельфі та верхніх континентальних схилах. Полюють біля дна, є бентофагами. Живляться дрібною костистою рибою, кальмарами, каракатицями, ракоподібними.
Статева зрілість у самців настає при розмірі 40 см, самиць — 40-43 см. Це яйцекладна акула. Самиця відкладає 2 яйця завдовжки 6,8-7,4 см та завширшки 1,9-2 см.

## Розповсюдження
Мешкає біля узбережжя штатів Новий Південний Уельс, Вікторія, Південна та Західна Австралія, а також біля о. Тасманія.